# Andes húmedos

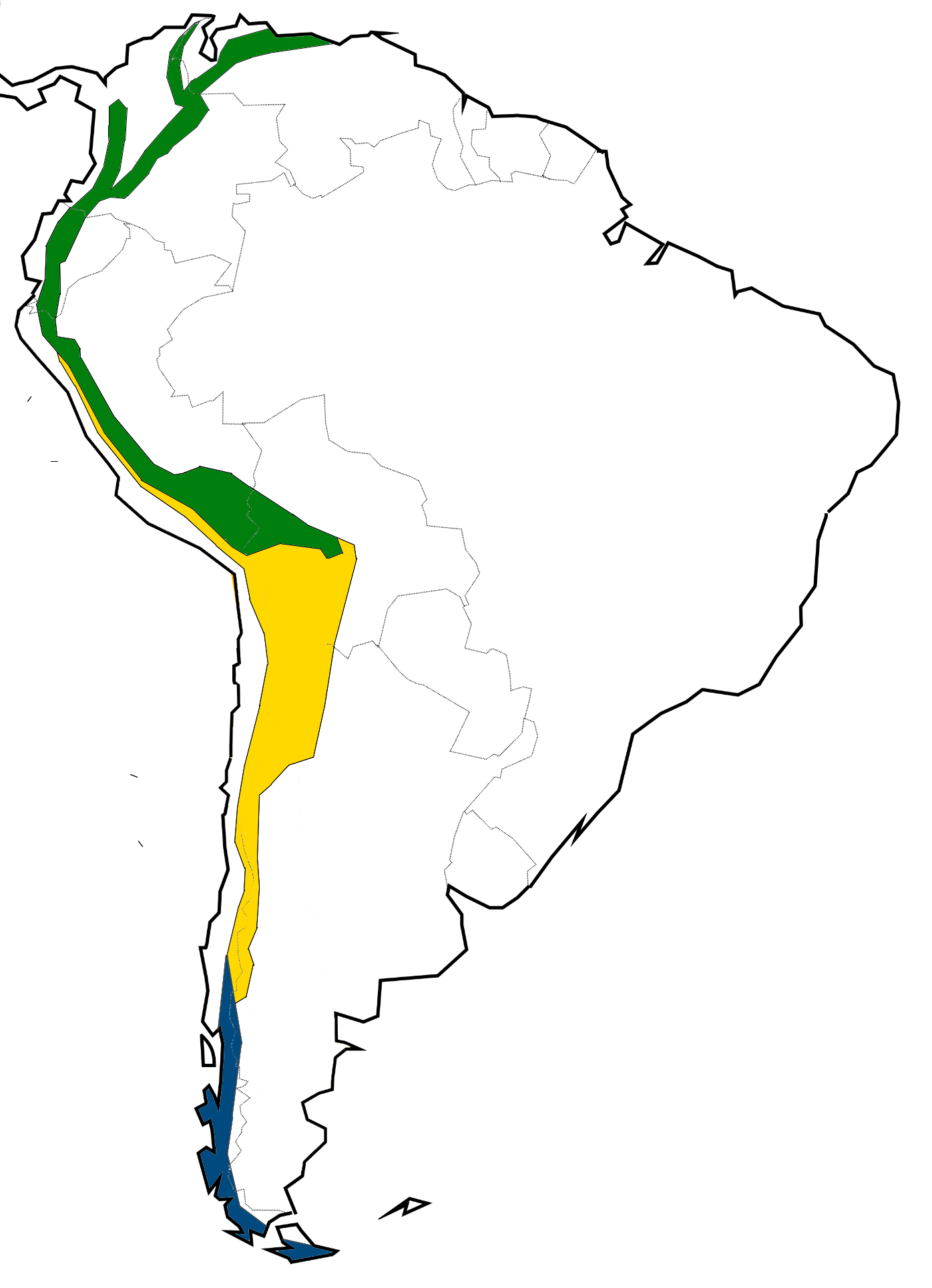
Andes tropicales
Andes áridos
Andes húmedos

Los Andes húmedos es una subregión climática y glaciológica de los Andes. Junto con los andes áridos, es una de las dos subregiones de los Andes argentinos y chilenos. Los Andes húmedos se extienden desde una latitud de 35 ° S hasta el cabo de Hornos a 56 ° S. Según Luis Lliboutry, los Andes húmedos pueden clasificarse después de la ausencia de penitentes. En Argentina, las penitentes bien desarrollados se encuentran tan al sur como en el volcán Lanín ( 40 ° S ). Los glaciares de los Andes húmedos tienen una línea de equilibrio mucho más estable que los de los Andes secos debido a las precipitaciones de verano, las bajas oscilaciones térmicas y una alta humedad general.